# Liste der Gesandten beim Westfälischen Frieden

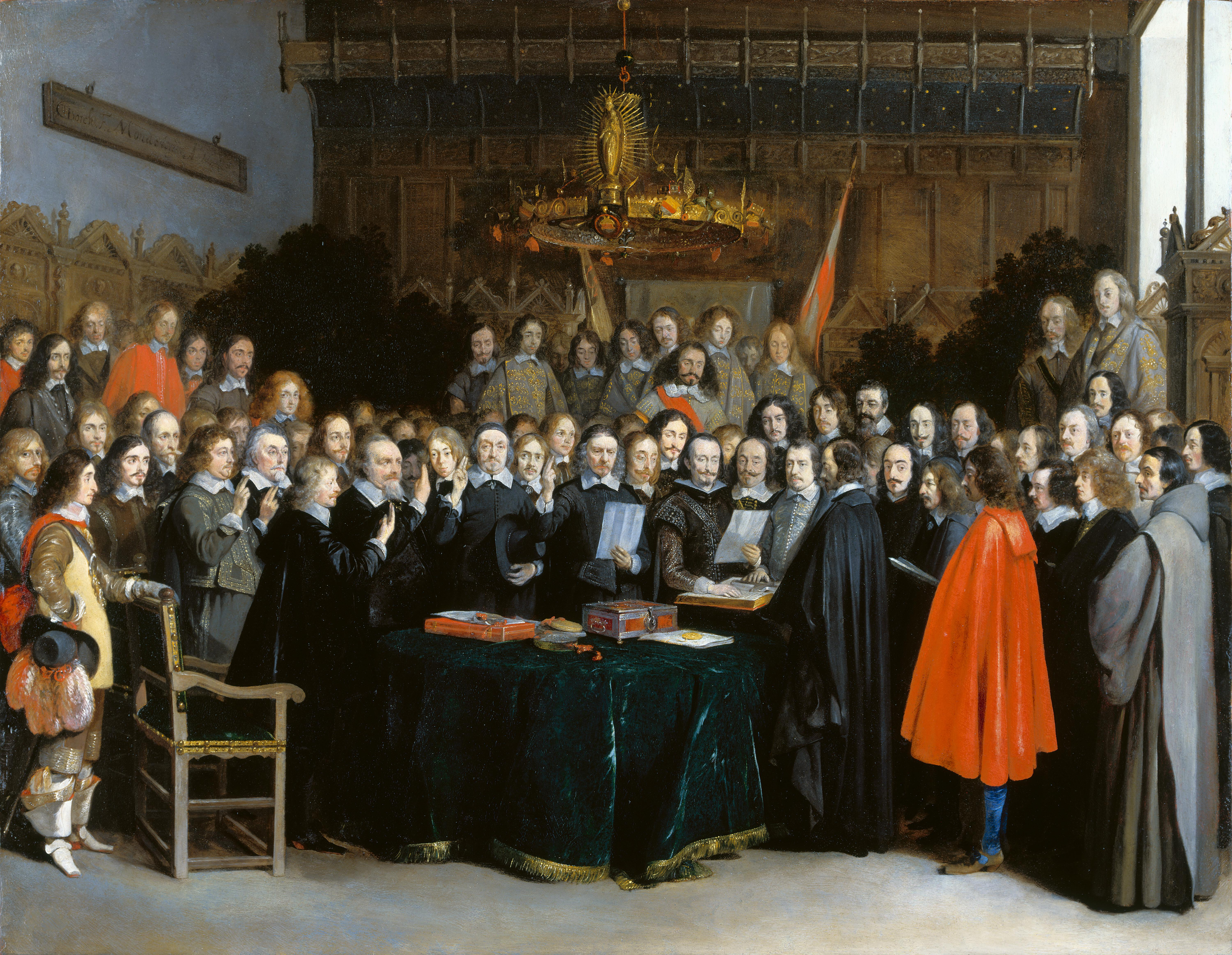
Spanische und niederländische Gesandte in Gerard ter Borchs Beschwörung des Westfälischen Friedens (1648), Öl auf Kupfer, 45, 4 cm × 58,7 cm, Rijksmuseum Amsterdam

Liste der Gesandten und ihrer Entsender beim Westfälischen Frieden in Münster und Osnabrück (1643–1648).

## Übersicht
Die nachfolgende Liste hebt folgende Entsender und ihre Gesandten gesondert hervor: zum einen die Gesandten der Souveräne, d. h. die kaiserlichen Gesandten und die königlich spanischen, französischen und schwedischen Gesandten; zum anderen die Gesandten der deutschen Kurfürsten.
Besonders zu erwähnen sind auch die Gesandten der Generalstaaten. Fabio Chigi, der Apostolische Nuntius, und Alvise Contarini, der Gesandte der Republik Venedig, wirkten als Friedensvermittler. Als Bevollmächtigte der Reichsstädte dienten Johann Rudolf Wettstein für die Stadt Basel und die Schweizerische Eidgenossenschaft, und Johann von Reumont als Obrist und Stadtkommandant von Münster.

## Gesandte
Legende:
|  | Kaiserliche Gesandte                         |
|  | Königlich span., franz. und schwed. Gesandte |
|  | Gesandte der deutschen Kurfürsten            |

|                                      | Entsendestaat                               | Bild | Herrscher (Staatsoberhaupt)                                                                                              | Bild                                                               | Gesandter                                                  | Anmerkungen |
| ------------------------------------ | ------------------------------------------- | ---- | --- | ------------------------------------------------------------------ | ---------------------------------------------------------- | --- |
|                                      | Anhalt-Bernburg, Fürstentum                 |      | Fürst: Christian II. von Anhalt-Bernburg (1599–1656)                                                                     |                                                                    | Georg Achatz Heher (1601–1667)                             | Gesandter des Herzogs von Sachsen-Gotha in Münster und Osnabrück, 1645–1648 |
|                                      | Augsburg, Reichsstadt                       |      | Stadtpfleger: Johann Caspar Rembold, David Welser                                                                        |                                                                    | Johann von Leuchselring                                    | Gesandter der Stadt Augsburg und Vertreter der Städte Biberach, Buchau, Buchhorn, Dinkelsbühl, Gengenbach, Kaufbeuren, Offenburg, Pfullendorf, Ravensburg, Rottweil, Schwäbisch Gmünd, Überlingen, Wangen, Weil der Stadt und Zell am Harmersbach 1645–1648 |
|                                      | Baden-Durlach, Markgrafschaft               |      | Markgraf: Friedrich V. von Baden-Durlach (1594–1659)                                                                     |                                                                    | Johann Georg von Merckelbach (1609–1680)                   | Delegierter des Markgrafen von Baden-Durlach |
|                                      | Basel, Stadt                                |      | Bürgermeister: Johann Rudolf Wettstein (1594–1666)                                                                       |                                                                    | Johann Rudolf Wettstein (1594–1666)                        | Gesandter der Stadt Basel und der Schweizerischen Eidgenossenschaft in Münster und Osnabrück, 1646–1647 |
| Kurfürstentum Bayern                 | Bayern Kurfürstentum                        |      | Kurfürst: Maximilian I. von Bayern (1573–1651)                                                                           |                                                                    | Georg Christoph von Haslang (1602–1684)                    | Prinzipalgesandter des bayerischen Kurfürsten in Münster, ab 1645 |
|                                      | Böhmen, Königreich                          |      | König: Ferdinand III. von Österreich (1608–1657)                                                                         |                                                                    | Ferdinand Ernst von Waldstein (1619–1657)                  | Kaiserlicher Bevollmächtigter für Böhmen in Münster und Osnabrück, 1645–1647 |
|                                      | Brandenburg, Kurfürstentum                  |      | Kurfürst: Friedrich Wilhelm von Brandenburg (1620–1688)                                                                  |                                                                    | Johann VIII. zu Sayn-Wittgenstein-Wittgenstein (1601–1657) | Prinzipalgesandter des Kurfürsten von Brandenburg in Münster und Osnabrück, 1645–1648 |
|                                      | Brandenburg, Kurfürstentum                  |      | Kurfürst: Friedrich Wilhelm von Brandenburg (1620–1688)                                                                  |                                                                    | Matthaeus von Wesenbeck (1600–1659)                        | Gesandter des Kurfürsten von Brandenburg in Osnabrück, 1645–1648 |
|                                      | Brandenburg-Ansbach, Markgrafschaft         |      | Markgraf: Albrecht II. von Brandenburg-Ansbach (1620–1667)                                                               |                                                                    | Johann Fromhold (1602–1653)                                | Sekundargesandter des Kurfürsten von Brandenburg für die Markgrafschaft Brandenburg-Ansbach in Münster und Osnabrück, 1645–1648, Grabstätte Gesandtenfriedhof Regensburg                                                                                    |
|                                      | Braunschweig-Lüneburg, Herzogtum            |      | Herzog: Friedrich IV. von Braunschweig-Lüneburg (1574–1648)                                                              |                                                                    | Heinrich Langenbeck (1603–1669)                            | Prinzipalkommissar des Hauses Braunschweig-Lüneburg in Osnabrück, ab 1643 |
|                                      | Braunschweig-Wolfenbüttel, Herzogtum        |      | Herzog: August II. von Braunschweig-Wolfenbüttel (1579–1666)                                                             | Chrysostomus Cöler, Stich von Pieter de Jode nach Anselm van Hulle | Chrysostomus Cöler (1607–1664)                             | Gesandter des Herzogs von Braunschweig-Lüneburg zu Wolfenbüttel in Osnabrück, ab 1646 |
|                                      | Braunschweig-Calenberg, Fürstentum          |      | Herzog: Christian Ludwig von Braunschweig-Calenberg (1622–1665)                                                          | Jakob Lampadius, Stich von Coenraet Waumans nach Anselm van Hulle  | Jakob Lampadius (1593–1649)                                | Gesandter des Herzogs von Braunschweig-Calenberg in Osnabrück, 1644–1649 |
| Bremen                               | Bremen, Reichsstadt                         |      | Bürgermeister: Hermann Wachmann (1579–1658) und Statius Speckhan (1599–1679)                                             |                                                                    | Gerhard Coccejus (1601–1660)                               | Gesandter der Stadt Bremen und der Deutschen Hanse in Osnabrück, 1644–1648 |
|                                      | Colmar, Reichsstadt                         |      | Bürgermeister: k. A. |                                                                    | Johann Balthasar Schneider (1612–1656)                     | Gesandter der Stadt Colmar und der elsässischen Städte in Münster und Osnabrück, 1645–1646 und 1647–1648 |
|                                      | Corvey, Fürstabtei                          |      | Fürstabt: Arnold von Waldois                                                                                             |                                                                    | Adam Adami (1610–1663)                                     | Gesandter der Fürstabtei Corvey und der schwäbischen Prälaten in Münster und Osnabrück, 1645–1648 |
| Romisches Reich Heiliges 1400        | Dtld. Heiliges Römisches Reich, Kaiserreich |      | Kaiser: Ferdinand III. von Österreich (1608–1657)                                                                        |                                                                    | Maximilian von und zu Trauttmansdorff (1584–1650)          | Hauptgesandter des Kaisers in Münster und Osnabrück, 1645–1647 |
| Romisches Reich Heiliges 1400        | Dtld. Heiliges Römisches Reich, Kaiserreich |      | Kaiser: Ferdinand III. von Österreich (1608–1657)                                                                        |                                                                    | Isaak Volmar (1582–1662)                                   | Kaiserlicher Hauptgesandter, Nachfolger Trauttmansdorffs in Münster, 1643–1649 |
| Romisches Reich Heiliges 1400        | Dtld. Heiliges Römisches Reich, Kaiserreich |      | Kaiser: Ferdinand III. von Österreich (1608–1657)                                                                        |                                                                    | Johann Ludwig von Nassau-Hadamar (1590–1653)               | Kaiserlicher Gesandter in Münster, 1643–1648 |
| Romisches Reich Heiliges 1400        | Dtld. Heiliges Römisches Reich, Kaiserreich |      | Kaiser: Ferdinand III. von Österreich (1608–1657)                                                                        |                                                                    | Johann Maximilian von Lamberg (1608–1682)                  | Kaiserlicher Prinzipalgesandter in Osnabrück, 1644–1649 |
| Romisches Reich Heiliges 1400        | Dtld. Heiliges Römisches Reich, Kaiserreich |      | Kaiser: Ferdinand III. von Österreich (1608–1657)                                                                        |                                                                    | Johann Krane (1595–1673)                                   | kaiserlicher Gesandter in Osnabrück, 1643–1648 |
|                                      | Esslingen am Neckar, Reichsstadt            |      | Bürgermeister: Georg Wagner (1605–1661)                                                                                  |                                                                    | Valentin Heider (1605–1664)                                | Abgesandter der Städte Lindau, Kempten, Esslingen, Hall, Nördlingen, Weißenburg und Leutkirch in Osnabrück, 1645–1649 |
| Frankreich Konigreich 1791           | Frankreich, Königreich                      |      | König: Ludwig XIV. von Frankreich (1638–1715)                                                                            |                                                                    | Henri II. d’Orléans-Longueville (1595–1663)                | Außerordentlicher Gesandter des französischen Königs in Münster, 1645–1648 |
| Frankreich Konigreich 1791           | Frankreich, Königreich                      |      | König: Ludwig XIV. von Frankreich (1638–1715)                                                                            |                                                                    | Claude de Mesmes (1595–1650)                               | Gesandter des französischen Königs in Münster, 1644–1648 |
| Frankreich Konigreich 1791           | Frankreich, Königreich                      |      | König: Ludwig XIV. von Frankreich (1638–1715)                                                                            |                                                                    | Abel Servien (1593–1659)                                   | Gesandter des französischen Königs in Münster und Osnabrück, 1644–1646, 1647–1648 |
|                                      | Hagenau, Reichsstadt                        |      | Bürgermeister: k. A. |                                                                    | Johann Balthasar Schneider (1612–1656)                     | Gesandter der Stadt Colmar und der elsässischen Städte in Münster und Osnabrück, 1645–1646 und 1647–1648 |
|                                      | Hall, Schwäbisch, Reichsstadt               |      | Bürgermeister: k. A. |                                                                    | Valentin Heider (1605–1664)                                | Abgesandter der Städte Lindau, Kempten, Esslingen, Hall, Nördlingen, Weißenburg und Leutkirch in Osnabrück, 1645–1649 |
| Hamburg                              | Hamburg, Reichsstadt                        |      | Bürgermeister: Ulrich Winkel Bartholomäus Moller (2. Bgm.)                                                               |                                                                    | Johann Christoph Meurer (1598–1652)                        | Gesandter der Stadt Hamburg in Osnabrück, ab 1645 |
|                                      | Hanse, Städtebund                           |      | |                                                                    | Gerhard Coccejus (1601–1660)                               | |
|                                      | Hessen-Darmstadt, Landgrafschaft            |      | Landgraf: Georg II. von Hessen-Darmstadt (1605–1661)                                                                     |                                                                    | Johann Jakob Wolff von Todenwarth (1585–1657)              | Gesandter des Landgrafen von Hessen-Darmstadt und der Stadt Regensburg in Münster und Osnabrück, 1645–1649 |
|                                      | Hessen-Kassel, Landgrafschaft               |      | Regentin: Amalie Elisabeth von Hanau-Münzenberg (1602–1651)                                                              |                                                                    | Reinhard Scheffer der Jüngste (1590–1656)                  | Gesandter der Landgrafschaft Hessen-Kassel in Osnabrück, ab 1644 |
|                                      | Kaysersberg, Reichsstadt                    |      | Bürgermeister: k. A. |                                                                    | Johann Balthasar Schneider (1612–1656)                     | Gesandter der Stadt Colmar und der elsässischen Städte in Münster und Osnabrück, 1645–1646 und 1647–1648 |
|                                      | Kempten (Allgäu), Reichsstadt               |      | Bürgermeister: Wolfgang Leonhard Jenisch (1596–1656)                                                                     |                                                                    | Valentin Heider (1605–1664)                                | Abgesandter der Städte Lindau, Kempten, Esslingen, Hall, Nördlingen, Weißenburg und Leutkirch in Osnabrück, 1645–1649 |
|                                      | Köln, Kurfürstentum                         |      | Kurfürst: Ferdinand von Bayern (1577–1650)                                                                               |                                                                    | Franz Wilhelm von Wartenberg (1593–1661)                   | Kurkölnischer Hauptgesandter in Münster und Osnabrück, ab 1643 |
|                                      | Landau (in der Pfalz), Reichsstadt          |      | Bürgermeister: k. A. |                                                                    | Markus Otto (1600–1674)                                    | Abgesandter der Stadt Straßburg in Münster und Osnabrück, 1645–1648 |
|                                      | Leutkirch (im Allgäu), Reichsstadt          |      | Bürgermeister: k. A. |                                                                    | Valentin Heider (1605–1664)                                | Abgesandter der Städte Lindau, Kempten, Esslingen, Hall, Nördlingen, Weißenburg und Leutkirch in Osnabrück, 1645–1649 |
|                                      | Lindau, Reichsstadt                         |      | Bürgermeister: Daniel Heider (1572–1647)                                                                                 |                                                                    | Valentin Heider (1605–1664)                                | Abgesandter der Städte Lindau, Kempten, Esslingen, Hall, Nördlingen, Weißenburg und Leutkirch in Osnabrück, 1645–1649 |
|                                      | Lübeck, Reichs- und Hansestadt              |      | Bürgermeister: Christoph Gerdes (1590–1661), Heinrich Wedemhof (1584–1651) und Otto Brokes (1574–1652)                   |                                                                    | David Gloxin (1597–1671)                                   | Syndicus der Hansestadt Lübeck, Abgesandter der Reichs- und Hansestadt Lübeck in Osnabrück, 1644–1649; unterzeichnete zugleich für die Reichsstädte Goslar und Nordhausen                                                                                   |
|                                      | Mainz, Kurfürstentum                        |      | Kurfürst: Anselm Casimir Wambolt von Umstadt (1579–1647) ab 1647: Johann Philipp von Schönborn (1605–1673)               |                                                                    | Hugo Everhard Cratz von Scharfenstein (1595–1663)          | Kurmainzischer Hauptgesandter in Münster und Osnabrück, 1645–1647 |
|                                      | Mainz, Kurfürstentum                        |      | Kurfürst: Anselm Casimir Wambolt von Umstadt (1579–1647) ab 1647: Johann Philipp von Schönborn (1605–1673)               |                                                                    | Nikolaus Georg von Reigersberg (–1651)                     | Kurmainzischer Sekundargesandter in Münster, 1645–1648 |
|                                      | Mecklenburg-Güstrow, Herzogtum              |      | Herzog: Gustav Adolf von Mecklenburg-Güstrow (1633–1695)                                                                 |                                                                    | Abraham Keyser (1603–1652)                                 | Gesandter der Herzöge von Mecklenburg-Schwerin und Mecklenburg-Güstrow in Osnabrück, 1644–1649 |
|                                      | Mecklenburg-Schwerin, Herzogtum             |      | Herzog: Adolf Friedrich I. von Mecklenburg-Schwerin (1588–1658)                                                          |                                                                    | Abraham Keyser (1603–1652)                                 | Gesandter der Herzöge von Mecklenburg-Schwerin und Mecklenburg-Güstrow in Osnabrück, 1644–1649 |
|                                      | Münster (im Gregorienthal), Reichsstadt     |      | Bürgermeister: k. A. |                                                                    | Johann Balthasar Schneider (1612–1656)                     | Gesandter der Stadt Colmar und der elsässischen Städte in Münster und Osnabrück, 1645–1646 und 1647–1648 |
| Republik der Vereinigten Niederlande | Niederlande, Generalstaaten                 |      | Statthalter: Friedrich Heinrich von Oranien (1584–1647) ab 1647: Wilhelm II. von Oranien (1626–1650)                     |                                                                    | Barthold van Gent (–1650)                                  | Gesandter der Provinz Gelderland, Sprecher der niederländischen Gesandtschaft in Münster und Osnabrück, 1646–1648 |
| Republik der Vereinigten Niederlande | Niederlande, Generalstaaten                 |      | Statthalter: Friedrich Heinrich von Oranien (1584–1647) ab 1647: Wilhelm II. von Oranien (1626–1650)                     |                                                                    | Johan van Mathenesse (1596–1653)                           | Gesandter der Provinzen Holland und Westfriesland in Münster, 1646, 1647–1648 |
| Republik der Vereinigten Niederlande | Niederlande, Generalstaaten                 |      | Statthalter: Friedrich Heinrich von Oranien (1584–1647) ab 1647: Wilhelm II. von Oranien (1626–1650)                     |                                                                    | Adriaan Pauw (1585–1653)                                   | Gesandter der Provinz Holland und Westfriesland in Münster und Osnabrück, 1646–1647, 1648 |
| Republik der Vereinigten Niederlande | Niederlande, Generalstaaten                 |      | Statthalter: Friedrich Heinrich von Oranien (1584–1647) ab 1647: Wilhelm II. von Oranien (1626–1650)                     |                                                                    | Johan de Knuyt (1587–1654)                                 | Gesandter der Provinz Zeeland in Münster und Osnabrück, 1646–1647 |
| Republik der Vereinigten Niederlande | Niederlande, Generalstaaten                 |      | Statthalter: Friedrich Heinrich von Oranien (1584–1647) ab 1647: Wilhelm II. von Oranien (1626–1650)                     |                                                                    | Godart van Reede (1588–1648)                               | Gesandter der Provinz Utrecht in Münster, 1646, 1647, 1648 |
| Republik der Vereinigten Niederlande | Niederlande, Generalstaaten                 |      | Statthalter: Friedrich Heinrich von Oranien (1584–1647) ab 1647: Wilhelm II. von Oranien (1626–1650)                     |                                                                    | Frans van Donia (ca. 1580–1651)                            | Gesandter der Provinz Friesland in Münster und Osnabrück, 1646, 1647, 1648 |
| Republik der Vereinigten Niederlande | Niederlande, Generalstaaten                 |      | Statthalter: Friedrich Heinrich von Oranien (1584–1647) ab 1647: Wilhelm II. von Oranien (1626–1650)                     |                                                                    | Willem Ripperda (1600–1669)                                | Gesandter der Provinz Overijssel in Münster und Osnabrück, 1646, 1647, 1648 |
| Republik der Vereinigten Niederlande | Niederlande, Generalstaaten                 |      | Statthalter: Friedrich Heinrich von Oranien (1584–1647) ab 1647: Wilhelm II. von Oranien (1626–1650)                     |                                                                    | Adriaan Clant van Stedum (1599–1665)                       | Gesandter der Provinz Groningen in Münster und Osnabrück, 1646, 1647, 1648 |
|                                      | Nördlingen, Reichsstadt                     |      | Bürgermeister: k. A. |                                                                    | Valentin Heider (1605–1664)                                | Abgesandter der Städte Lindau, Kempten, Esslingen, Hall, Nördlingen, Weißenburg und Leutkirch in Osnabrück, 1645–1649 |
|                                      | Nürnberg, Reichsstadt                       |      | Bürgermeister: k. A. |                                                                    | Jobst Christoph Kreß von Kressenstein (1597–1663)          | Gesandter der Stadt Nürnberg in Münster und Osnabrück, 1646–1649 |
|                                      | Oberehnheim, Reichsstadt                    |      | Bürgermeister: k. A. |                                                                    | Johann Balthasar Schneider (1612–1656)                     | Gesandter der Stadt Colmar und der elsässischen Städte in Münster und Osnabrück, 1645–1646 und 1647–1648 |
|                                      | Oldenburg, Grafschaft                       |      | Graf: Anton Günther (1583–1667)                                                                                          |                                                                    | Hermann Mylius von Gnadenfeld (1603–1657)                  | Gesandter der Grafschaft Oldenburg in Osnabrück, 1646–1648 |
|                                      | Regensburg, Reichsstadt                     |      | Bürgermeister: k. A. |                                                                    | Johann Jakob Wolff von Todenwarth (1585–1657)              | Gesandter des Landgrafen von Hessen-Darmstadt und der Stadt Regensburg in Münster und Osnabrück, 1645–1649 |
|                                      | Rosheim, Reichsstadt                        |      | Bürgermeister: k. A. |                                                                    | Johann Balthasar Schneider (1612–1656)                     | Gesandter der Stadt Colmar und der elsässischen Städte in Münster und Osnabrück, 1645–1646 und 1647–1648 |
| Kurfürstentum Sachsen                | Sachsen, Kurfürstentum                      |      | Kurfürst: Johann Georg I. von Sachsen (1585–1656)                                                                        |                                                                    | Johann Ernst Pistoris von Seußlitz (1605–1680)             | Kursächsischer Prinzipalgesandter in Münster und Osnabrück, 1646–1647 |
| Kurfürstentum Sachsen                | Sachsen, Kurfürstentum                      |      | Kurfürst: Johann Georg I. von Sachsen (1585–1656)                                                                        |                                                                    | Johann Leuber (1588–1652)                                  | Kursächsischer Sekundärgesandter in Münster und Osnabrück, 1646–1649 |
|                                      | Sachsen-Gotha, Herzogtum                    |      | Ernst I. von Sachsen-Gotha (1601–1675)                                                                                   |                                                                    | Georg Achatz Heher (1601–1667)                             | Gesandter der Herzöge von Sachsen-Gotha und Sachsen-Weimar in Münster und Osnabrück, 1645–1648 |
|                                      | Sachsen-Altenburg und Coburg, Herzogtum     |      | Ernst I. von Sachsen-Gotha (1601–1675)                                                                                   |                                                                    | Wolfgang Conrad von Thumbshirn (1604–1667)                 | Prinzipalgesandter des Herzogs von Sachsen-Altenburg und Coburg in Osnabrück, 1645–1649 |
|                                      | Sachsen-Altenburg und Coburg, Herzogtum     |      | Ernst I. von Sachsen-Gotha (1601–1675)                                                                                   |                                                                    | August Carpzov (1612–1683)                                 | Sekundargesandter des Herzogs von Sachsen-Altenburg in Osnabrück, 1645–1649 |
|                                      | Sachsen-Weimar, Herzogtum                   |      | Wilhelm IV. von Sachsen-Weimar (1598–1662)                                                                               |                                                                    | Georg Achatz Heher (1601–1667)                             | Gesandter der Herzöge von Sachsen-Gotha und Sachsen-Weimar in Münster und Osnabrück, 1645–1648 |
|                                      | Schlettstadt, Reichsstadt                   |      | Bürgermeister: k. A. |                                                                    | Johann Balthasar Schneider (1612–1656)                     | Gesandter der Stadt Colmar und der elsässischen Städte in Münster und Osnabrück, 1645–1646 und 1647–1648 |
| Schweden                             | Schweden, Königreich                        |      | Königin: Christina von Schweden (1626–1689)                                                                              |                                                                    | Johan Axelsson Oxenstierna (1611–1657)                     | Schwedischer Prinzipalgesandter in Münster und Osnabrück, 1643–1648 |
| Schweden                             | Schweden, Königreich                        |      | Königin: Christina von Schweden (1626–1689)                                                                              |                                                                    | Johan Adler Salvius (1590–1652)                            | Bevollmächtigter der schwedischen Königin in Münster und Osnabrück, 1643–1650 |
| Schweden                             | Schweden, Königreich                        |      | Königin: Christina von Schweden (1626–1689)                                                                              |                                                                    | Schering Rosenhane (1609–1663)                             | Resident der Königin in Münster, 1644–1647 |
| Schweiz                              | Schweiz, Eidgenossenschaft                  |      | |                                                                    | Johann Rudolf Wettstein (1594–1666)                        | Gesandter der Stadt Basel und der Schweizerischen Eidgenossenschaft in Münster und Osnabrück, 1646–1647 |
| Spanien 1506                         | Spanien, Königreich                         |      | König: Philipp IV. von Spanien (1605–1665)                                                                               |                                                                    | Gaspar de Bracamonte y Guzmán (ca. 1596–1676)              | Spanischer Prinzipalgesandter in Münster, 1645–1648 |
| Spanien 1506                         | Spanien, Königreich                         |      | König: Philipp IV. von Spanien (1605–1665)                                                                               |                                                                    | Joseph Bergaigne (1588–1647)                               | Bevollmächtigter des spanischen Königs in Münster, 1645–1647 |
| Spanien 1506                         | Spanien, Königreich                         |      | König: Philipp IV. von Spanien (1605–1665)                                                                               |                                                                    | Antoine Brun (1599–1654)                                   | spanischer Bevollmächtigter für Burgund in Münster, 1643–1648 |
|                                      | Straßburg, Reichsstadt                      |      | Ammeister: 1645: Madeus Stemler 1646: Balthasar Bischoff 1647: Johann Jakob Meyer (1572–1659) 1648: Jochum Brackenhoffer |                                                                    | Markus Otto (1600–1674)                                    | Abgesandter der Stadt Straßburg in Münster und Osnabrück, 1645–1648 |
|                                      | Trier, Kurfürstentum                        |      | Kurfürst: Philipp Christoph von Sötern (1567–1652)                                                                       |                                                                    | Hugo Friedrich von Eltz (1597–1658)                        | |
|                                      | Türkheim, Reichsstadt                       |      | Bürgermeister: k. A. |                                                                    | Johann Balthasar Schneider (1612–1656)                     | Gesandter der Stadt Colmar und der elsässischen Städte in Münster und Osnabrück, 1645–1646 und 1647–1648 |
| Vatikanstadt                         | Heiliger Stuhl,                             |      | Papst: Innozenz X. (1574–1655)                                                                                           |                                                                    | Fabio Chigi (1599–1667)                                    | Päpstlicher Nuntius in Münster, 1644–1649 |
|                                      | Venedig, Republik                           |      | Doge: Francesco Molin (1575–1655)                                                                                        |                                                                    | Alvise Contarini (1597–1651)                               | Gesandter der Republik Venedig und Vermittler in Münster, 1643–1649 |
|                                      | Weißenburg im Nordgau, Reichsstadt          |      | Bürgermeister: k. A. |                                                                    | Valentin Heider (1605–1664)                                | Abgesandter der Städte Lindau, Kempten, Esslingen, Hall, Nördlingen, Weißenburg und Leutkirch in Osnabrück, 1645–1649 |
|                                      | Württemberg, Herzogtum                      |      | Herzog: Eberhard III. von Württemberg (1614–1674)                                                                        |                                                                    | Johann Konrad Varnbüler (1595–1657)                        | |